# سلوبودان يانكوفيتش
سلوبودان يانكوفيتش (بالصربية: Слободан Јанковић)‏ (29 أغسطس 1981 في صربيا - ) هو لاعب كرة قدم صربي في مركز حراسة المرمى. لعب مع ملادوست لوتشاني ونابريداك كروشيفاتس وFK Železničar Beograd ‏ وFK Budućnost Valjevo ‏ وFK BSK Borča ‏ وبيزانيا نوفي بلغراد ‏.

## وصلات خارجية
- سلوبودان يانكوفيتش على موقع قاعدة بيانات كرة القدم.إي يو (الإنجليزية)
- سلوبودان يانكوفيتش على موقع Soccerbase.com (لاعب) (الإنجليزية)
- سلوبودان يانكوفيتش على موقع Soccerway.com (الإنجليزية)
- سلوبودان يانكوفيتش على موقع عالم كرة القدم.نت (الإنجليزية)